# Hoople
Hoople è un centro abitato (city) degli Stati Uniti d'America, situato nella Contea di Walsh, nello Stato del Dakota del Nord. Nel censimento del 2000 la popolazione era di 292 abitanti. La città è stata fondata nel 1890.

## Geografia fisica
Secondo i rilevamenti dell'United States Census Bureau, la località di Hoople si estende su una superficie di 0,90 km², tutti occupati da terre.

## Popolazione
Secondo il censimento del 2000, a Hoople vivevano 292 persone, ed erano presenti 79 gruppi familiari. La densità di popolazione era di 314 ab./km². Nel territorio comunale si trovavano 148 unità edificate. Per quanto riguarda la composizione etnica degli abitanti, il 97,60% era bianco, lo 0,68% era nativo, lo 0,34% proveniva dall'Asia e l'1,37% apparteneva a due o più razze. La popolazione di ogni razza ispanica corrispondeva al 4,45% degli abitanti.
Per quanto riguarda la suddivisione della popolazione in fasce d'età, il 24,3% era al di sotto dei 18, il 7,9% fra i 18 e i 24, il 24,0% fra i 25 e i 44, il 25,3% fra i 45 e i 64, mentre infine il 18,5% era al di sopra dei 65 anni di età. L'età media della popolazione era di 43 anni. Per ogni 100 donne residenti vivevano 82,5 maschi.